# Троїцька церква (Драбівці)
Свято-Троїцька церква — дерев'яна церква в селі Драбівці Золотоніського району Черкаської області, пам'ятка національного значення. Побудована у XVIII столітті. З кінця XVIII століття церква належала Російській православній церкві, нині — це діючий храм Української православної церкви.
Церкву тричі переносили з місця на місце, остаточно — у 1905 році, неодноразово перебудовували. Під час останньої реставрації 1989—1990 років, їй надали, наскільки це можливо, первісного вигляду — якщо не рахувати мурованої ризниці, а також нетрадиційного для дерев'яної архітектури Середнього Подніпров'я гонтового покриття. Це пояснюється тим, що проєкт реставрації розробили львівські фахівці з інституту «Укрзахідпроєктреставрація». В інтер'єрі церкви зберігся стінопис XIX століття.

## Історія
Церква була побудована в 1764—1765 роках як традиційна тризрубна одноверха, з восьмигранним центральним зрубом та шестигранними вівтарем і бабинцем. Проте, до нашого часу споруда дійшла в спотвореному вигляді, внаслідок великої перебудови у 1864 році, що була пов'язана з необхідністю збільшити церкву — вона була підігнана до взірців типових так званих єпархіальних церков, що будувались у другій половині XIX століття за шістьма проєктами, затвердженими синодом у 1841 році. До північної і південної стін нави приставили бічні крила, вирубавши в стінах прямокутні прорізи. Добудовуючи дзвіницю зрубали західну, південно-західну та північно-західну стіни бабинця. Одночасно змінили форму склепіння у вівтарі, а у бабинці — на пласке перекриття. Кінцево церква була спотворена ще й зовнішнім декором, прибудовою портиків при вході в дзвіницю та бічних крил, ліквідацією граней вівтаря і піддашшя, заміною форми дахів та бані. В цей час церква була ошальована.
В 1982 році на основі натурних обстежень та архівних даних авторським колективом у складі архітекторів І. Могитича, Г. Крук, Я. Швеця, за участю Н. Сліпченко (рецензент П. Жолтовський) розроблено ескізний проєкт реставрації пам'ятки, яким передбачено повернути пам'ятці первісний вигляд.
У 1990 році бригадою Львівської реставраційної майстерні під керівництвом Миколи Якимовича церква була відреставрована (окрім форми бані), згідно з проєктом і на сьогодні є чинною.

## Галерея

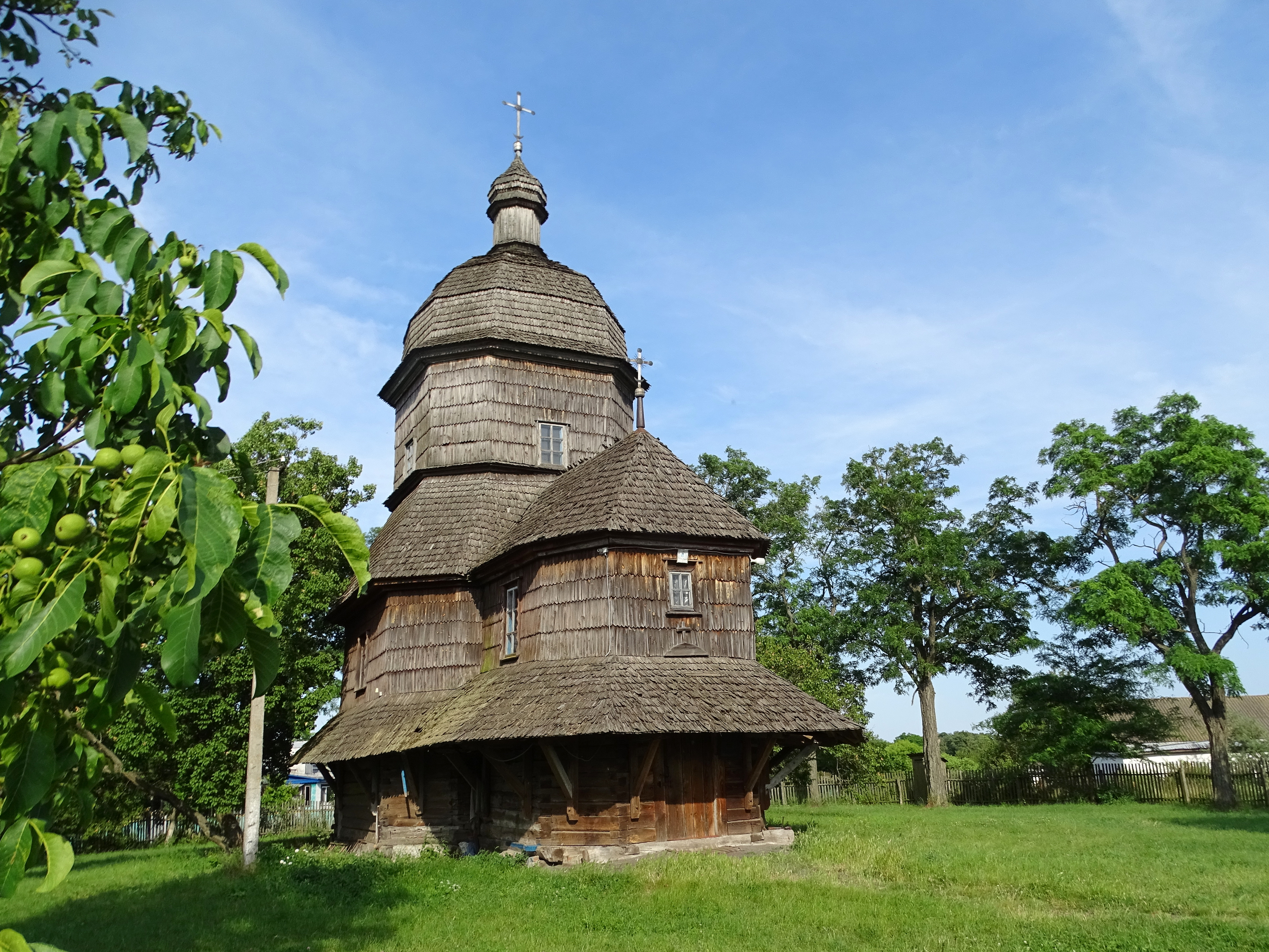
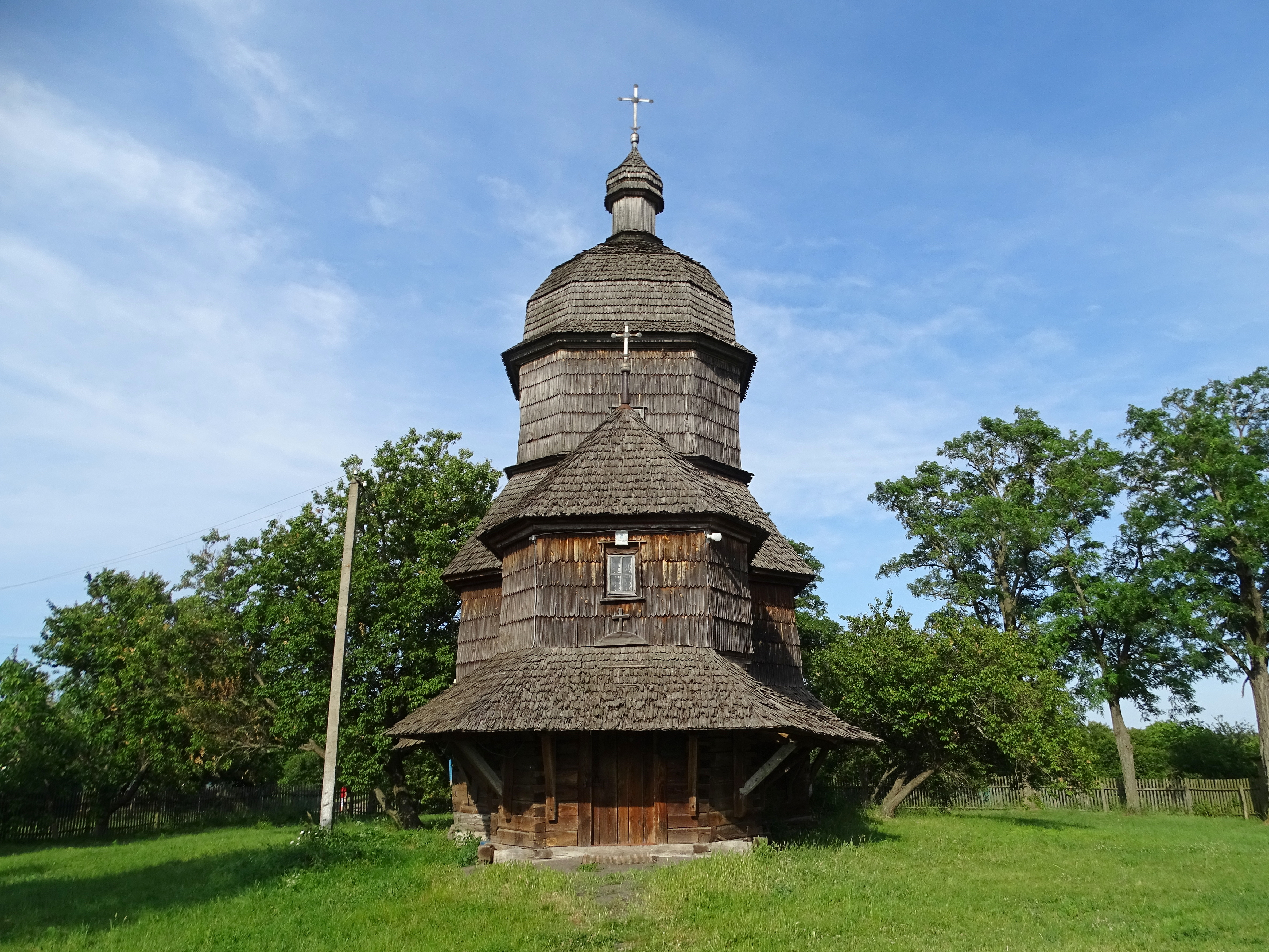
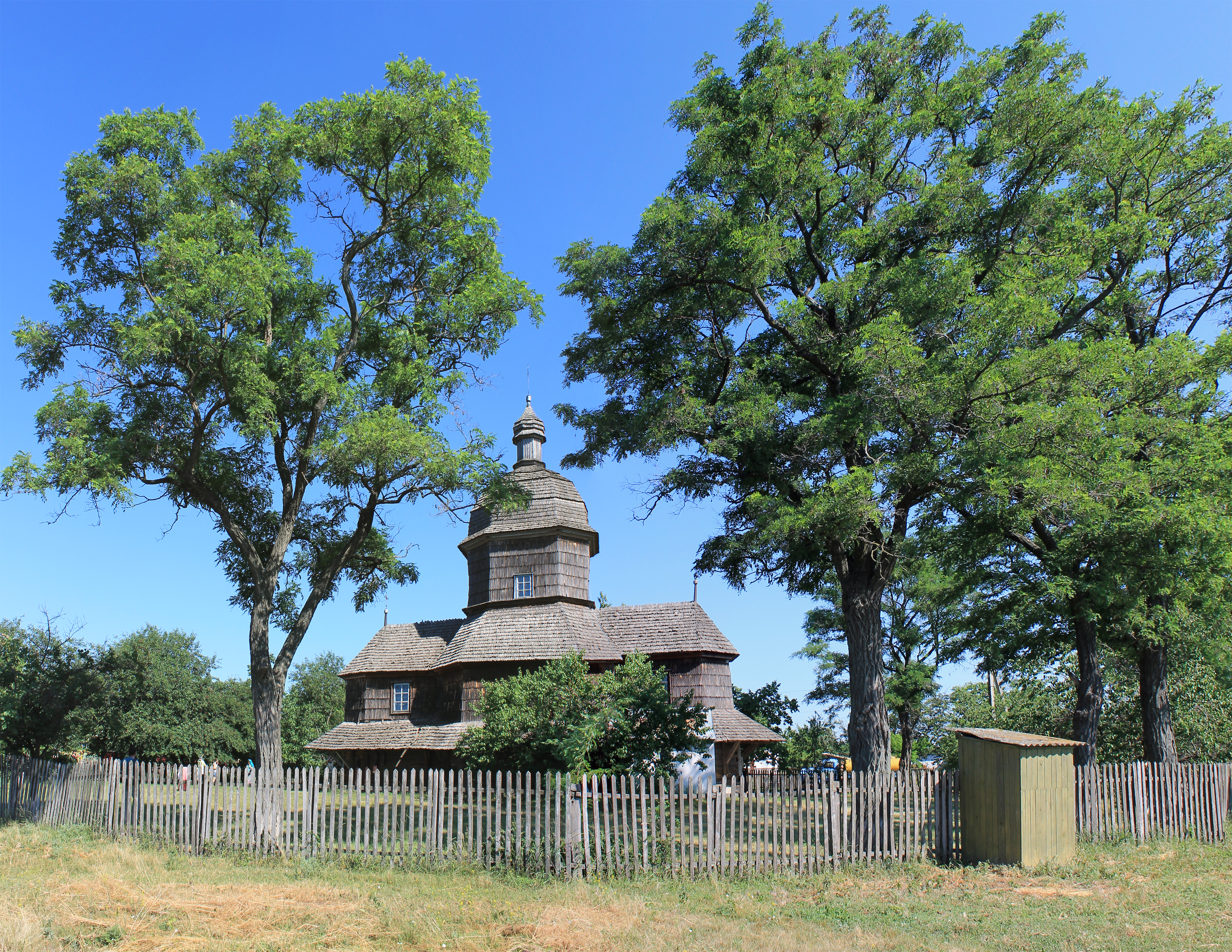